# Theodore von Eltz
Theodore von Eltz (New Haven, 5 novembre 1893 – Los Angeles, 6 ottobre 1964) è stato un attore statunitense che iniziò la sua quarantennale carriera cinematografica all'epoca del muto.

## Filmografia

### Cinema
- His Wife, regia di George Foster Platt (1915)
- The Traffic Cop, regia di Howard M. Mitchell (1916)
- The Man Who Had Everything, regia di Alfred E. Green (1920)
- Extravagance, regia di Phil Rosen (1921)
- Il vecchio nido (The Old Nest), regia di Reginald Barker (1921)
- The Speed Girl, regia di Maurice Campbell (1921)
- Marito, si... ma a modo mio! (Fourteenth Lover), regia di Harry Beaumont (1922)
- The Girl from Rocky Point, regia di Fred Becker (1922)
- Extra! Extra!, regia di William K. Howard (1922)
- Sherlock Brown, regia di Bayard Veiller (1922)
- La corsa al piacere (Manslaughter), regia di Cecil B. DeMille (1922)
- The Glorious Fool, regia di E. Mason Hopper (1922)
- Can a Woman Love Twice?. regia di James W. Horne (1923)
- La donna dalle quattro facce (The Woman with Four Faces), regia di Herbert Brenon (1923)
- Lights Out, regia di Alfred Santell (1923)
- Tiger Rose, regia di Sidney Franklin (1923)
- The Breaking Point, regia di Herbert Brenon (1924)
- Being Respectable, regia di Philip Rosen (1924)
- That French Lady, regia di Edmund Mortimer (1924)
- Scompiglio (The Turmoil), regia di Hobart Henley (1924)
- Cuori di quercia (Hearts of Oak), regia di John Ford (1924)
- Locked Doors, regia di William C. de Mille (1925)
- On Thin Ice, regia di Malcolm St. Clair (1925)
- White Fang, regia di Laurence Trimble (1925)
- The Sporting Chance, regia di Oscar Apfel (1925)
- The Thoroughbred, regia di Oscar Apfel (1925)
- Paint and Powder, regia di Hunt Stromberg (1925)
- Broadway Lady, regia di Wesley Ruggles (1925)
- The Red Kimona, regia di Walter Lang e, non accreditata, Dorothy Davenport (1925)
- A Desperate Moment, regia di Jack Dawn (1926)
- Queen o'Diamonds, regia di Chester Withey (1926)
- The Last Alarm, regia di Oscar Apfel (1926)
- The Sea Wolf, regia di Ralph Ince (1926)
- James Leo Meehan, regia di James Leo Meehan (1926)
- Bardelys il magnifico (Bardelys the Magnificent), regia di King Vidor (1926)
- Fools of Fashion, regia di James C. McKay (1926)
- His New York Wife, regia di Albert H. Kelley (1926)
- Raggedy Rose, regia di Richard Wallace (1926)
- Redheads Preferred, regia di Allen Dale (1926)
- The Nickel-Hopper, regia di F. Richard Jones, Hal Yates - cortometraggio (1926)
- Anything Once!, regia di F. Richard Jones, Hal Yates - cortometraggio (1926)
- Perch of the Devil, regia di King Baggot - cortometraggio (1927)
- No Man's Law, regia di Fred Jackman (1927)
- The Great Mail Robbery
- One Woman to Another, regia di Frank Tuttle (1927)
- Should Tall Men Marry?, regia di Clyde Bruckman - cortometraggio (1928)
- La maniera del forte (The Way of the Strong), regia di Frank Capra (1928)
- Life's Mockery, regia di Robert F. Hill (1928)
- Nothing to Wear, regia di Erle C. Kenton (1928)
- Il soccorso (The Rescue), regia di Herbert Brenon (1929)
- The Voice of the Storm, regia di Lynn Shores (1929)
- The Four Feathers, regia di Merian C. Cooper, Lothar Mendes, Ernest B. Schoedsack (1929)
- The Awful Truth, regia di Marshall Neilan (1929)
- The Very Idea, regia di Frank Craven, Richard Rosson (1929)
- The Furies, regia di Alan Crosland (1930)
- La divorziata (The Divorcee), regia di Robert Z. Leonard (1930)
- Angelo biondo (The Arizona Kid), regia di Alfred Santell (1930)
- Sweeping Against the Winds, regia di Victor Adamson (1930)
- Love Among the Millionaires, regia di Frank Tuttle (1930)
- Il mendicante di Bagdad (Kismet), regia di John Francis Dillon (1930)
- Beyond Victory, regia di John S. Robertson e, non accreditato, Edward H. Griffith (1931)
- The Secret 6, regia di George W. Hill (1931)
- Up Pops the Devil, regia di A. Edward Sutherland (1931)
- Five and Ten, regia di Robert Z. Leonard (1931)
- Condannata (Wicked), regia di Allan Dwan (1931)
- Cortigiana (Her Fall and Rise), regia di (non accreditato) Robert Z. Leonard (1931)
- Once a Lady, regia di Guthrie McClintic (1931)
- Heartbreak, regia di Alfred L. Werker (1931)
- Risveglio (West of Broadway), regia di Harry Beaumont (1931)
- Ladies of the Big House, regia di Marion Gering (1931)
- A Private Scandal, regia di Charles Hutchison (1931)
- Hotel Continental, regia di Christy Cabanne (1932)
- Red Haired Alibi, regia di Christy Cabanne (1932)
- La ragazza della 5ª strada (5th Avenue Girl), regia di Gregory La Cava (1939)
- Il figlio di Montecristo (The Son of Monte Cristo), regia di Rowland V. Lee (1940)

### Televisione
- Gianni e Pinotto (The Abbott and Costello Show) – serie TV, episodio 2x12 (1954)